# José Luis Rubiera Vigil
José Luis Rubiera Vigil conegut com a Chechu Rubiera (Gijón, 27 de gener de 1973), fou un ciclista espanyol, professional entre 1995 i 2010. Els seus principals èxits van ser les victòries d'etapa al Giro d'Itàlia. També es va imposar a la Volta a l'Alentejo i a la Pujada al Naranco.
José Luis Rubiera va destacar com a gregari, especialment a les ordres de Lance Armstrong.

## Palmarès
- 1994
  - 1r al Memorial Valenciaga
  - 1r a la Volta al Bidasoa
- 1997
  - Vencedor d'una etapa del Giro d'Itàlia
- 1998
  - 1r a la Pujada al Naranco
- 1999
  - 1r a la Volta a l'Alentejo i vencedor d'una etapa
- 2000
  - Vencedor d'una etapa del Giro d'Itàlia
  - 1r a la Pujada al Naranco
- 2007
  - Vencedor d'una etapa de la Volta al llac Qinghai
- 2008
  - Vencedor d'una etapa de la Volta a Múrcia

### Resultats a la Volta a Espanya
- 1999. 6è de la classificació general
- 2000. 11è de la classificació general
- 2001. 7è de la classificació general
- 2007. 87è de la classificació general
- 2008. 22è de la classificació general
- 2009. Abandona (12a etapa)

### Resultats al Giro d'Itàlia
- 1997. 10è de la classificació general. Vencedor d'una etapa
- 1998. 13è de la classificació general
- 2000. 8è de la classificació general. Vencedor d'una etapa
- 2006. 13è de la classificació general
- 2007. 39è de la classificació general
- 2009. 49è de la classificació general

### Resultats al Tour de França
- 2001. 38è de la classificació general
- 2002. 22è de la classificació general
- 2003. 19è de la classificació general
- 2004. 19è de la classificació general
- 2005. 35è de la classificació general
- 2006. 91è de la classificació general